# Moucherolle à tête noire
Empidonax atriceps
Ne doit pas être confondu avec Moucherolle noir, Moucherolle à queue noire, Moucherolle à dos noir, Moucherolle à bec noir ou Moucherolle à tête blanche.
Espèce
Statut de conservation UICN

 LC  : Préoccupation mineure
Le Moucherolle à tête noire (Empidonax atriceps) est une espèce de passereau placée dans la famille des Tyrannidae.

## Distribution
Cet oiseau vit dans les montagnes du Costa Rica et de l'Ouest du Panama.